# Alexeter coxalis
Alexeter coxalis là một loài tò vò trong họ Ichneumonidae.